# Nachleben (Roman)
Nachleben ist ein 2020 als Afterlives erschienener englischsprachiger Roman des Literaturnobelpreisträgers 2021 Abdulrazak Gurnah. Die Handlung spielt vor allem in einer nicht namentlich benannten Kleinstadt an der Swahili-Küste im damaligen Deutsch-Ostafrika. Die vier afrikanischen Hauptpersonen des Buches erleben die Zeit der deutschen Kolonialherrschaft, den Ersten Weltkrieg mit seinen grauenvollen Verwüstungen und die Zeit der britischen Kolonialherrschaft bis kurz nach der Unabhängigkeit des heutigen Tansanias.

## Figuren

### Khalifa
Khalifa ist der Sohn einer Afrikanerin und eines indischen Muslims. Er arbeitet als Gehilfe zunächst für den Kaufmann Amur Biashara und dann für dessen Sohn Nassor Biashara, mit dem ihn eine gegenseitige Abneigung verbindet. Seine Ehe mit Asha, der Nichte Amur Biasharas, bleibt kinderlos.

### Ilyas
Ilyas verlässt im Alter von 11 Jahren seine Eltern, die auf dem Dorf ein Leben in Armut führen. Ein afrikanischer Askari der deutschen Kolonialarmee kidnappt ihn, um ihn als seinen Gewehrträger („gun boy“) zu gebrauchen, doch ein deutscher Offizier lässt ihn frei und vermittelt ihn an einen deutschen Farmer, der ihn zur Schule schickt. Als Erwachsener arbeitet er für den deutschen Eigentümer einer Sisal-Plantage und schließt Freundschaft mit Khalifa. Als der Erste Weltkrieg heraufzieht, schließt er sich freiwillig der deutschen Kolonialarmee an.
Dass sie danach keine Nachrichten mehr von ihm erhalten, wird für Afiya und Hamza zu einer Belastung. Erst im letzten Kapitel des Buches gelingt es Ilyas' gleichnamigem Neffen während eines Deutschland-Aufenthaltes, mehr über das Schicksal des Verschollenen zu erfahren: Ähnlich wie den historischen Askari Bayume Mohamed Husen hat es ihn nach Deutschland verschlagen, wo er sich dem Reichskolonialbund, der von den Nationalsozialisten geförderten Bewegung zur Wiedererlangung der ehemaligen Kolonien, zur Verfügung stellte. Wegen einer außerehelichen Affäre wurde er in das KZ Sachsenhausen gebracht, wo er – wie Husen – starb.

### Afiya
Ilyas' Schwester Afiya kommt erst nach dessen Weggang aus dem Dorf zur Welt. Als ihre Mutter stirbt, übergibt der zuckerkranke Vater Afiya an eine Familie in einem nahe gelegenen Dorf, bei der sie schlecht behandelt wird. Erst als Ilyas sich auf den Rat Khalifas hin aufmacht, um nach seinen Eltern zu suchen, erfährt er, dass er eine Schwester hat, nimmt sie bei sich auf und bringt ihr Lesen und Schreiben bei. Jedoch schickt er sie zur Pflegefamilie zurück, als er in den Krieg zieht. Als er sieht, dass sie Schreibübungen macht, verprügelt ihr Pflegevater sie so brutal, dass dabei ihre linke Hand bricht. Mit der rechten Hand schreibt sie einen Hilferuf an Khalifa, der sie bei sich aufnimmt.

### Hamza
Als Kind wird Hamza von seinem Vater an einen Händler übergeben, um damit Schulden abzutragen. In derselben Stadt, in der die anderen Hauptfiguren leben, muss er in dem Ladengeschäft des Händlers arbeiten. Er darf es so selten verlassen, dass er seine Stadt kaum kennt. Sein Jugendschicksal gleicht damit dem des Yusuf aus Gurnahs 1994 erschienenem Roman Paradise. Als der Krieg heraufzieht, läuft er davon und schließt sich freiwillig der deutschen Armee an. Der Oberleutnant seiner Einheit macht ihn zu seinem persönlichen Diener, schikaniert ihn einerseits, beschützt ihn andererseits und bringt ihm Deutsch bei. Als der Feldwebel der Einheit ihn kurz vor der deutschen Niederlage in einem Wutanfall lebensgefährlich verwundet, sorgt der Oberleutnant dafür, dass er bei einem deutschen Missionar aufgenommen wird, durch dessen Pflege seine Gesundheit weitgehend wiederhergestellt wird, auch wenn ein Bein weiterhin wenig belastbar bleibt. Nach einer Zeit zielloser Wanderschaft findet er schließlich Arbeit bei Nassor Biashara und wird von Khalifa in sein Haus aufgenommen. Afiya und er verlieben sich und heiraten. Afiya erleidet insgesamt drei Fehlgeburten; nur ein Kind wird lebend geboren und nach seinem verschollenen Onkel Ilyas genannt.

## Ausgaben
- Abdulrazak Gurnah: Afterlives. Bloomsbury Publishing, London 2020, ISBN 978-1-5266-1585-5.
- Nachleben. Übersetzt von Eva Bonné. Penguin Verlag, München 2022

Zum Zeitpunkt der Nobelpreisverleihung im Oktober 2021 lag noch keine deutsche Übersetzung vor. Wie auch Neuauflagen von bereits auf Deutsch erschienenen Werken Gurnahs ist die deutschsprachige Erstveröffentlichung von Afterlives im Münchner Penguin Verlag inzwischen erschienen.

## Rezensionen
- Maaza Mengiste: Afterlives by Abdulrazak Gurnah review – living through colonialism. In: The Guardian. 30. September 2020 (theguardian.com).
- David Pilling: Afterlives by Abdulrazak Gurnah — forgotten Africa. In: Financial Times. 22. Oktober 2020 (ft.com).